# أمال الشابلي
أمال الشابلي هي ممثلة مغربية، ظهرت لأول مرة في فيلم «مكتوب» للمخرج نبيل عيوش سنة 1997.، 

## أعمالها

### مسلسلات
- لالة فاطمة
- كل يلغي بلغاه

### أفلام
- 1997: مكتوب
- 2002: منى صابر
- 2002: أنا، أمي وبثينة
- 2002: سعيدة
- 2003: رحيل البحر
- 2007: ملائكة الشيطان

## روابط خارجية
- أمال الشابلي على موقع IMDb (الإنجليزية)
- أمال الشابلي على موقع ألو سيني (الفرنسية)